# Trigonotylus brooksi
Trigonotylus brooksi är en insektsart som beskrevs av Kelton 1970. Trigonotylus brooksi ingår i släktet Trigonotylus och familjen ängsskinnbaggar. Inga underarter finns listade i Catalogue of Life.